# Fleurance
Fleurance è un comune francese di 6 467 abitanti situato nel dipartimento del Gers nella regione dell'Occitania.
Situato nella zona nota come Armagnac, il comune è attraversato dalla route nationale 21 e dal fiume Gers.

## Storia e Monumenti
Fleurance è una bastide fondata nella seconda metà del secolo XIII; al pari di altre basitides presenta una pianta regolare, organizzata intorno ad una piazza centrale. La chiesa parrocchiale risale al periodo medioevale e fu edificata in stile gotico.
Il borgo fu duramente provato sia dalla guerra dei cent'anni, che dai conflitti religiosi del secolo XVI, ma anche dagli avvenimenti legati alla Fronda: è per questa ragione che è solo a partire dal secolo XVIII che Fleurance poté iniziare a svilupparsi, come testimonia l'aspetto attuale del borgo, risalente a tale periodo.
Nel 1837 fu terminata la costruzione dell'attuale municipio, edificato in stile neoclassico.

## Società

### Evoluzione demografica
Abitanti censiti